# Mesnières-en-Bray
Mesnières-en-Bray är en kommun i departementet Seine-Maritime i regionen Normandie i norra Frankrike. Kommunen ligger i kantonen Neufchâtel-en-Bray som tillhör arrondissementet Dieppe. År 2022 hade Mesnières-en-Bray 941 invånare.

## Befolkningsutveckling
Antalet invånare i kommunen Mesnières-en-Bray
| Referens: INSEE |